# تخته‌رنگ

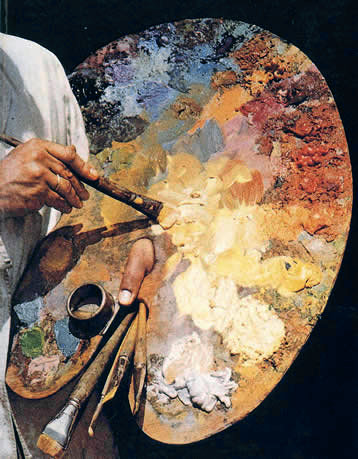
تخته‌رنگ یک هنرمند

تخته‌رنگ در معنای اصلی آن سطح صاف و سختی‌است که در آن نقاش رنگ‌ها را می‌چیند و ترکیب می‌کند. یک تخته رنگ معمولاً از چوب، پلاستیک، سرامیک یا از مواد دیگر سخت درست می‌شود که می‌تواند در اندازه و شکل تفاوت زیادی داشته باشد.